# 拉拜堡
拉拜堡（法語：Château-l'Abbaye，法語發音：[ʃato labei]）是法国上法蘭西大區北部省的一个市镇，属于瓦朗谢讷区。

## 地理
拉拜堡（50°29'2"N, 3°28'45"E）面积4.41 平方千米，位于法国上法蘭西大區北部省，该省份为法国最北部的省份及最长的省份，西北濒北海，西接加来海峡省，南至埃纳省和索姆省，东与比利时接壤。
与拉拜堡接壤的市镇（或旧市镇、城区）包括：弗利讷莱莫尔塔涅、坦圣阿芒、布吕耶圣阿芒、北部省莫尔塔涅、尼韦勒。

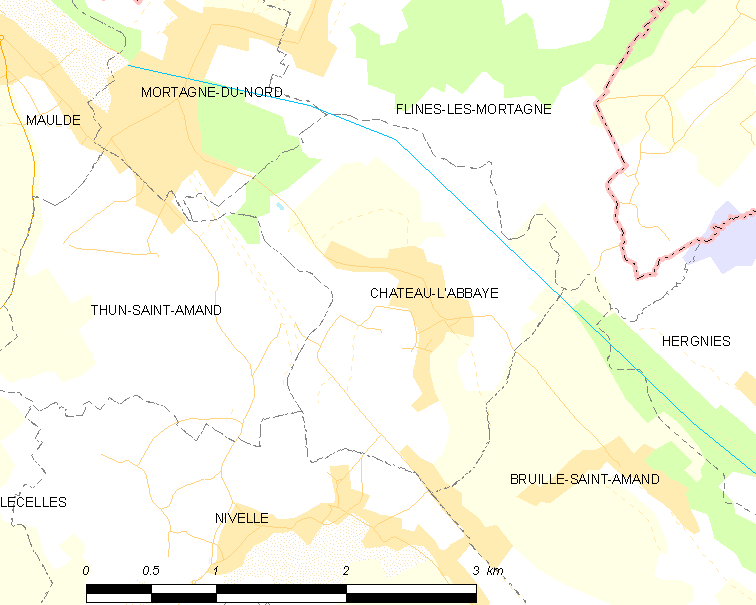
拉拜堡的OSM定位图

拉拜堡的时区为UTC+01:00、UTC+02:00（夏令时）。

## 行政
拉拜堡的邮政编码为59230，INSEE市镇编码为59144。

## 政治
拉拜堡所属的省级选区为圣阿芒莱索县。

## 人口

1962-2008年间拉拜堡人口变化图示

拉拜堡于2022年1月1日时的人口数量为886人。